# Rissa
|  | For fugleslægten, se Rissa (fugleslægt) |
Rissa var en kommune i Fosen i tidligere Sør-Trøndelag fylke og utgjør den vestlige delen av Indre Fosen kommune i Trøndelag fylke i Norge. Den ligger på en halvø afgrænset i nordvest af Stjørnfjorden og i syd og sydøst af Trondheimsfjorden. Fra nordvest til sydøst grænser den til Bjugn og Åfjord i Sør-Trøndelag, og Verran og Leksvik i Nord-Trøndelag. Rissa kommune er nabokommune til Trondheim med Trondheimsfjorden som kommunegrænse.

## Samfund
Rissa har fem grundskoler, hvoraf to skoler fra 1. til 7. klasse og 3 fra 1. til 10. klasse. I kommunecenteret ligger også Rissa videregående skole og Fosen folkehøjskole. Det er fem kommunale og tre private børnehaver, alle for aldersgruppen 0-6 år.
Kommunen er inddelt i tre omsorgszoner som omfatter sygehjem, ældrecenter, hjemmehjælpsordning, hjemmesygepleje samt opfølgningstjeneste for psykisk udviklingshæmmede og mennesker med psykiatriske lidelser.
Rissa kommune svarer til Stadsbygd prestegjeld i Den norske kirke. Der findes fem kirker i kommunen, Rissa Kirke, Stadsbygd kirke, Rein kirke, Hasselvika kirke, Ramsvik kirke og Frengen kirke.
Der er en god times rejse til Trondheim via færgeforbindelsen Flakk-Rørvik.

## Erhvervsliv
Sammen med primærerhvervene er Fosen Mekaniske Verksteder en af hovedvirksomhederne. Her bygges skibe i verdensklasse. Derudover findes en relativt varieret industri med næringsmiddel-, trævare og værkstedindustri.

## Historie
Den tidligere Rissa kommune var resultatet af kommunesammenlægningen i 1964. Dele af datidens Stadsbygd, Rissa og Stjørna blev slået sammen til en storkommune.
Ved hjælp af navneforskning kan man rimelig sikkert slå fast, at der har boet folk i kommunen fra før vikingetid (yngre jernalder).

### Lerskredene
Rissa er kendt for naturkatastrofer. Der var et lerskred i Dæli (Dale) 9. marts 1760, hvor 17 mennesker omkom.
Mest kendt er Rissa-skredet lørdag 29. april 1978. Kvikleret blev dannet for 10.-12.000 år siden, og lå under havoverfladen under sidste istid, da landisens rand lå i Trondheimsfjorden. Lørdag 29. april 1978 ble Rissa rammet af Norges største kviklerskred i 1900-tallet, da landsbyen, da bygden Fissa skred ud i indsøen Botnen (= Bunden). Den 32 år gamle Solvor Halten Eriksson omkom. 11 gårde forsvandt, to boliger, en hytte og et forsamlingshus forsvandt helt eller delvis i pløret. I alt mistet 32 personer alt, hvad de ejede i lerskredet. 5-6 millioner kubikmeter ler skred ud og efterlod en skredkant på 1,5 kilometer. Skredet forårsagede også store materielle skader på bygden Leira på den modsatte side af Botnen, da en tre meter høj flodbølge slog ind over land kort tid efter hovedskredet. 
En mindesten for skredet og den omkomne Solvor Eriksson blev opsat i 2003. Skredet blev udløst, da der skulle graves til et udhus på gården Fissøya. Massen blev lagt i strandkanten mod Botnen, og vægten af den jordbunke udløste det første skred kl 14:10. En halv time senere gik det næste skred, og minutter senere blev gårdene Fossan, Halten, Fossum, og dele af Rabben opslugt i de plørede lermasser. Kl. 14:55 gik det sidste store skred, hvor ejendommene Fissrønning Ytre, Fissrønning, Rydningen, Nylund, Trøen, Stensli og Åslund blev borte i lermasserne. Senere forsvandt Stensli i et af de mange efterskred. Rissa-skredet resulterede i, at kvikler-områder blev kortlagt både i Trøndelag og på Østlandet.
Bogen Rissaraset af historiker Audhild Brødreskift blev udgivet i 2020.  

### Seværdigheder
Rissa har været arena for mange historiske begivenheder, ikke mindst på kongsgården og nonneklosteret på Rein. Driftige rissværinger og staværinger drog på lofotfiskeri med Åfjordbåde, og lagde grundlaget for fylkesmuseet Kystens arv. Ud fra det rige sildefiskeri i Stjørnfjorden opstod byen Råkvåg. I dag er det en række aktiviteter i Råkvåg, med museum, udstillinger, overnattingstilbud og beværtning.
- Rein kloster
- Rein kirke
- Museet Kystens Arv
- Råkvåg med bryggerækker og kystkulturmiljø
- Rissaraset
- Rissa Kirke
- Stadsbygd kirke
- Hasselvika kirke
- Ramsvik kirke
- Helleristningene ved Stykket

### Kommunevåbnet
Udgangspunktet for kommunevåbnet er hertug Skule Bårdsson (1189-1240), som ejede godset og kongsgården Rein i Rissa. Ved udgravning i Ærkebispegården i Trondheim blev der fundet dele af en gravsten, fagfolk sikkert mener tilhører hertugen, hvor han er afbildet med hertugkrone/ krans. Det er ud fra dette billede på gravstenen motivet er hentet. Den grønne bundfarve i kommunevåbnet symboliserer at Rissa er en primærnæringskommune, og sølvfarven på ringen og kransene hentyder til det rige sildefiskeri i Stjørnfjorden og Råkvåg. De tre roser kan også symbolisere hver sin kommunedel der var med i kommunesammenlægningen i 1964.

## Kjente rissværinger
- Skule Bårdsson (1189-1240), første hertug i Norge
- Nils Waltersen Aasen (1878-1925), opfinder, våbenudvikler
- Isak Kimoe (1854-1944), kunstmaler, kemiingeniør
- Rita Skjærvik, statssekretær
- Kristoffer Rein, fhv stortingsmann, fylkesordfører og bygdebogforfatter